# آندوچ
آندوچ (به مجاری: Andocs) یک شهرداری در مجارستان است که در ناحیه تاب واقع شده‌است. اندوچ ۴۳٫۲۷ کیلومتر مربع مساحت و ۱٬۰۹۴ نفر جمعیت دارد.